# Абдулла бін Халід Аль Тані
Абдулла бін Халід Аль Тані (араб. الشيخ عبدالله بن خالد بن حمد آل ثاني ;) — державний діяч Катару, член королівської родини Аль Тані. Він був міністром у справах ісламу з 1992 по 1995 рік і міністром внутрішніх справ з 1995 по 2013 роки.

## Біографія
Шейх Абдулла народився в 1956 році в Досі у родині Халіда бін Хамада бін Абдулли Аль Тані. Він другий син із дванадцяти синів шейха Халіда. Після завершення навчання в Катарі шейх Абдулла вступив до Королівської військової академії Сандгерст.
Після закінчення академії у 1977 році шейх Абдулла повернувся до Катару та був призначений лейтенантом поліції Катару. Він покинув поліцію під час правління свого дядька шейха Халіфи бін Хамада Аль Тані. Пізніше у 1992 році призначений міністром у справах ісламу, і обіймав цю посаду до 1995 року. Під час правління свого двоюрідного брата шейха Хамада бін Халіфа Аль Тані призначений міністром внутрішніх справ.
Коли Аль Тані працював міністром у справах ісламу, оперативник Аль-Каїди Халід Шейх Мохаммед, якого називають «головним архітектором терактів 11 вересня», переїхав до Катару.
Вважається, що в 1995 році Абдулла бін Халід аль Тані надав фінансування Халіду Шейху Мухаммеду, щоб підтримати його в боях у боснійській війні.
У той час як США наполягали на арешті шейха Мухаммеда, Абдулла бін Халід Аль Тані нібито розповів Халіду Шейху Мухаммеду про зростаючий тиск щодо його арешту, що призвело до того, що він покинув країну з наданим Катаром паспортом на «урядовому реактивному літаку». Після цього Аль Тані «ненадовго перебував під домашнім арештом».
У статті The New York Times 2003 року шейх Абдулла бін Халід Аль Тані згадується як «той самий чиновник, який неодноразово дозволяв арабським екстремістам, які воювали в Афганістані, жити на своїй фермі». У статті також описується міністр уряду Катару, який у середині 1990-х років розмістив на своїй катарській фермі «аж 100 арабських екстремістів».
Ім'я шейха Абдалли зареєстрували у списку терористів під час кризи в Перській затоці в 2017 році. Однак у 2023 році ОАЕ вилучили його ім'я з цього списку разом із 58 іншими громадянами Катару та 12 організаціями.
Колишній помічник держсекретаря США з військово-політичних питань Річард Кларк також прокоментував зв'язки Аль Тані з тероризмом. Перебуваючи на посаді міністра внутрішніх справ, Аль Тані симпатизував Усамі бен Ладену та терористичним групам і «використовував свої особисті гроші та гроші міністерства, щоб перераховувати кошти фронтовим групам Аль-Каїди, які нібито були благодійними організаціями». Повідомляється, що офіційні особи США також припустили, що Аль Тані надавав притулок, підроблені документи та іншу допомогу під час їхньої подорожі через Катар. Представники США також заявили, що шейха Абдаллу відвідував сам Усама бін Ладен між 1996 і 2000 роками Наприклад, Аль Тані зустрічався з бін Ладеном під час його візиту до Дохи в січні 1996 року. Цитували, що лідер терористів повідомив про «успішні переміщення вибухівки в Саудівську Аравію», а також про операції проти інтересів США та Великої Британії в Даммамі, Дхарані та Хобарі через діяльність таємних осередків Аль-Каїди в Саудівській Аравії.

## Особисте життя
Шейх Абдулла має чотирьох дружин. Всього у нього 33 дітей. Він є власником ферми Al Waab Farm, яка є всесвітньо відомою фермою з розведення єгипетських арабських скакунів. Фермою керує його син, шейх Ахмед, бізнесмен і урядовець.
З кінця 2003 року шейх Абдулла живе у відокремленому маєтку на своїй приватній фермі площею 7000 акрів у Вааб Аль-Абарек на півночі Катару.